# كونستانتين شوماخر
كونستانتين شوماخر (بالرومانية: Constantin Schumacher)‏ (8 مايو 1976 في رومانيا - ) هو مدرب كرة قدم ولاعب كرة قدم روماني في مركز الوسط. شارك مع منتخب رومانيا لكرة القدم. أما مع النوادي، فقد لعب مع رابيد بوخارست وغوانغجو إفرغراند تاوباو ونادي بياترا نيامتس ونادي فولين لوتسك ويونيفرسيتاتيا كرايوفا ونادي تشونغتشينغ ليانغجيانغ وFC Argeș 1953 Pitești ‏ وAnagennisi Giannitsa F.C. ‏ وغلوريا بيستريتسا ‏ وForesta Fălticeni ‏ وأرغيس بيتيشت ‏ وFC Internațional Curtea de Argeș ‏.

## وصلات خارجية
- كونستانتين شوماخر على موقع اتحاد أوكرانيا (الإنجليزية)
- كونستانتين شوماخر على موقع قاعدة بيانات كرة القدم.إي يو (الإنجليزية)
- كونستانتين شوماخر على موقع ناشيونال فوتبول تيمز (الإنجليزية)